# Brevetto in Italia
Il brevetto in Italia è disciplinato dal Codice della proprietà industriale del 2005. I contenziosi legali in materia sono regolamentati dalle sezioni specializzate in materia di impresa dei tribunali italiani.

## Storia
In Italia la normativa di base sui brevetti era in principio esclusivamente stabilita dal codice civile italiano, in particolare dal Titolo IX del Libro Quinto intitolato "Dei diritti sulle opere dell'ingegno e sulle invenzioni industriali". Più specificamente l'articolo 2585 definisce l'oggetto del brevetto come segue:
Successivamente la materia è codificata (unitamente a quella sui marchi, sui modelli e sui design registrati) nel d.lgs. 10 febbraio 2005, n. 30 ("Codice della Proprietà Industriale"). In particolare, è dedicata al brevetto per invenzione la Sezione IV del Capo II del citato Codice, che oggi comprende anche la disciplina delle invenzioni biotecnologiche, con durata pari a 20 anni, in precedenza regolate dal decreto legge 10 gennaio 2006, n. 3 (convertito in legge con modificazioni dalla legge 22 febbraio 2006, n. 78) che ha attuato in Italia la direttiva europea n. 98/44/CE in materia di protezione giuridica delle invenzioni biotecnologiche.

## Descrizione generale
In generale per la brevettabilità, oltre all'industrialità ed alla liceità dell'invenzione, sono indispensabili i requisiti della novità e dell'attività inventiva. Ciò significa che il trovato oggetto dell'invenzione deve essere nuovo, e cioè non deve essere compreso nello stato della tecnica (v. art. 46 Codice della Proprietà Industriale), non deve essere noto pubblicamente e non è documentato né in Italia né all'estero. Inoltre, l'oggetto del brevetto deve essere frutto di attività inventiva nel senso che, agli occhi di una persona esperta del ramo, esso non deve risultare in modo evidente dallo stato della tecnica (cfr. art. 48 Codice della Proprietà Industriale). L'elenco di ciò che può costituire brevetto non è tassativo, ma può essere aperto a nuove tipologie di invenzioni, ad eccezioni di quelle espressamente indicate dalla legge. Il titolare del brevetto, che può essere diverso dall'inventore, ha un diritto esclusivo sullo sfruttamento dell'invenzione. Questo è un diritto patrimoniale, che può essere ad esempio ceduto o dato in licenza, gratuitamente o, più spesso, dietro compenso. L'inventore o gli inventori rimangono comunque sempre titolari del diritto morale ad essere riconosciuti autori dell'invenzione; tale diritto è inalienabile, ossia non può essere ceduto.
Per l'ottenimento di un brevetto, occorre presentare una domanda all'Ufficio italiano brevetti e marchi che svolge una ricerca di anteriorità (effettuata per suo conto dall'Ufficio europeo dei brevetti) ed un esame di brevettabilità per verificare se la domanda di brevetto risponde ai requisiti di legge. In questa fase, il richiedente del brevetto può presentare osservazioni alle eventuali obiezioni dell'esaminatore, ed anche modificare la domanda di brevetto. Non è però consentito estendere il contenuto della domanda di brevetto oltre quanto originariamente presentato. Se i requisiti di brevettabilità sono soddisfatti, l'Ufficio italiano brevetti e marchi concede il brevetto, la cui durata è di venti anni dalla data del deposito della domanda, a patto che vengano pagate le prescritte tasse annuali per il mantenimento in vita del brevetto. Se queste tasse non vengono pagate per tempo, il brevetto decade prima della sua scadenza ventennale, e l'invenzione diviene di dominio pubblico, cioè liberamente riproducibile da chiunque.
Per i farmaci, la durata del brevetto può essere estesa fino a 25 anni perché trascorre un po' di tempo per l'Autorizzazione all'Immissione in Commercio (AIC) da parte del Ministero della Salute, dopo aver presentato la documentazione inerente ai risultati delle sperimentazioni chimiche sul farmaco, e ciò restringerebbe l'arco temporale di effettivo sfruttamento commerciale se non ci fosse suddetta estensione.
Per questo motivo con il Regolamento CEE n. 1768/92, è stato istituito nell'Unione Europea il Certificato Supplementare di Protezione (SPC) che prolunga la tutela brevettuale fino a un massimo di 5 anni (20+5).

## Mantenimento di un brevetto
Se entro tre anni dalla concessione del brevetto oppure quattro anni dalla data di deposito della domanda di brevetto l'invenzione non viene realizzata, chiunque può chiedere che gli venga concessa una licenza (obbligatoria, ma non gratuita) per realizzare l'invenzione (nel caso di persistente mancata attuazione il brevetto decade). Una tale licenza obbligatoria può essere richiesta anche dal titolare di un brevetto successivo, se questa invenzione rappresenta un importante progresso tecnico rispetto a quella del brevetto da cui dipende, e non possa essere attuata senza pregiudizio dei diritti del titolare del brevetto anteriore. Se l'invenzione è creata nell'esecuzione di un contratto di lavoro subordinato dal lavoratore, questi può aver diritto ad un compenso adeguato, qualora l'attività inventiva non sia già stata remunerata. In modo simile il datore di lavoro può richiedere al proprio dipendente una licenza obbligatoria per attuare l'invenzione. Chi viola un brevetto industriale commette una contraffazione.
Per l'ottenimento ed il mantenimento del brevetto si corrisponde allo Stato una certa somma. I brevetti possono essere definitivi o soggetti a rinnovo annuale, hanno una durata di 20 anni dalla data di deposito quando si tratta di brevetti per invenzione industriale, 20 anni dalla data di concessione nel caso di privative per nuove varietà vegetali, 10 anni dalla data di deposito per modelli di utilità; sono tuttavia necessarie due condizioni: che il suo oggetto abbia attuazione e che siano regolarmente pagate le relative spese di mantenimento. L'importo da versare per i rinnovi annuali di solito aumenta con l'avvicinarsi della scadenza di validità. Tale aumento è giustificato dal fatto che si ritiene che l'inventore abbia beneficiato di un tempo sufficiente per poter sfruttare commercialmente la propria invenzione e bisogna consentire alla comunità di trarne maggiore vantaggio, consentendo a più soggetti, in concorrenza fra di loro, di realizzare i prodotti basati sulla nuova idea. Le quote di mantenimento di un brevetto devono essere regolarmente pagate, con cadenza annuale nel caso di brevetto per invenzione, a partire dal quinto anno dalla richiesta di brevettazione; ciò poiché le prime quattro annualità sono incluse nei costi della domanda stessa. Invece nel caso in cui si sia ottenuto un brevetto per modello di utilità è necessario pagare cinque annualità contestualmente alla presentazione della domanda e, alla scadenza, saldare le rimanenti cinque per un totale di due versamenti.
Come riportato al comma 2 dell'art. 227 del CPI (come modificato dal D.Lgs. 131/2010, art. 120), i diritti di mantenimento in vita per i brevetti d'invenzione, i modelli di utilità e i disegni e modelli, ove già maturati alla fine del mese in cui è rilasciato l'attestato di concessione oppure maturati entro la fine del terzo mese successivo, sono pagabili entro quattro mesi dalla fine del mese di detto rilascio. Una volta trascorsi sei mesi non è più possibile rimediare al mancato pagamento, salvo rarissimi casi (procedura di ripristino). Nel caso in cui l’annualità non venga pagata nei termini il brevetto decade e assieme ad esso il diritto del titolare all'utilizzo esclusivo. Il pagamento dell'annualità dovuta può essere corrisposto da chiunque, non necessariamente dal titolare del brevetto.

### Contenuto del diritto di brevetto
Si può suddividere il contenuto del diritto di brevetto in:
- diritto morale (Art. 62[11]): il diritto di essere riconosciuto autore dell'invenzione può essere fatto valere dall'inventore e, dopo la sua morte, dal coniuge o dai discendenti;
- diritti patrimoniali (Art. 63[12]): i diritti nascenti dalle invenzioni industriali, tranne il diritto di essere riconosciuto autore(comma 1); inoltre il diritto al brevetto per invenzione industriale spetta all'autore dell'invenzione e ai suoi aventi causa (comma 2).

#### Diritto Morale
Diritto alla personalità inalienabile e non trasmissibile. Si configura come tutela del diritto dell’inventore o degli inventori di essere designati come tali anche quando la domanda di brevetto sia presentata da un terzo (in caso di datore di lavoro ad esempio) e anche quando la domanda di brevetto sia presentata da un terzo che abbia acquistato dall'inventore il diritto al brevetto. Dopo la morte dell’autore può essere fatto valere dal coniuge e dai suoi discendenti fino al 2º grado, in loro mancanza o dopo la loro morte dai genitori e dagli altri ascendenti e in mancanza o la morte anche di questi dai parenti fino al 4º grado incluso.

#### Diritti patrimoniali
I diritti nascenti dalle invenzioni (tranne quelli morali, cioè il riconoscimento dell’autore) sono alienabili e trasmissibili. I diritti di brevetto per invenzione industriale consistono nella facoltà esclusiva di attuare l’invenzione e di trarne profitto nel territorio dello Stato entro i limiti e alle condizioni previste dal presente codice (Art. 66 comma 1). Il proprietario mediante azione negatoria può far dichiarare inesistenti le pretese accampate da terzi (“Ius excludendi alios” ), l’attuazione dell’invenzione non è una facoltà che venga attribuita dal brevetto configurandosi piuttosto come esercizio della generale libertà di iniziativa economica, tanto è vero che l’inventore può ben attuare la sua invenzione ancorché non l’abbia brevettata, mentre è conferita dal brevetto la facoltà di impedire a qualsiasi terzo ogni attività diretta ad attuare l’invenzione ed a trarne profitto nel territorio dello Stato; L’esclusiva del titolare del brevetto riguarda la fabbricazione, il diritto di trarre profitto di attuare, di commercializzare, di usarlo per fini commerciali e importarlo (Art. 66 comma 2). È importante notare che un brevetto non attribuisce al titolare la “libertà di uso” o il diritto di sfruttare la tecnologia coperta dal brevetto, ma solo il diritto di escludere altri soggetti dall'utilizzo dello stesso.
Nel caso di brevetto di procedimento ogni prodotto identico a quello ottenuto mediante tale procedimento brevettato si presume ottenuto salvo prova contraria mediante tale procedimento (presunzione per procedimento, Art. 67 comma 1), in particolare se tale prodotto mediante il procedimento è nuovo (ossia non esisteva nessun prodotto prima di quel procedimento brevettato); se risulta una sostanziale probabilità che il prodotto identico sia stato fabbricato mediante il procedimento e se il titolare del brevetto non è riuscito attraverso ragionevoli sforzi a determinare il procedimento effettivamente attuato.
L'Art. 68 pone dei limiti allo "ius excludendi" in atti privati, per evitare che si trasformi in una intollerabile invasione nella sfera privata e domestica dei cittadini, e in atti sperimentali, l’invenzione una volta messa a disposizione del pubblico come conoscenza e informazione tecnologica può essere sperimentata per pervenire nel più breve tempo possibile al superamento mediante un’invenzione ulteriore che determini l’obsolescenza di quella sperimentata.
Il brevetto per invenzione industriale dura 20 anni a decorrere della data di deposito della domanda e non può essere rinnovato né può essere prorogata la durata (Art. 60).
Secondo l'Art. 5 la facoltà esclusiva del titolare del brevetto si estende anche al commercio del prodotto a cui l’invenzione si riferisce ma si esaurisce una volta che il prodotto sia stato messo in commercio dal titolare del brevetto o con il suo consenso nel territorio dello stato. Se il titolare del brevetto italiano immette nel mercato italiano il prodotto brevettato egli non può impedire che un terzo, il quale ne abbia convenienza, acquisti tale prodotto in Italia e lo rivenda in un altro stato dell’Unione (es. Francia) nel quale pure il titolare del brevetto italiano è titolare di un brevetto parallelo sulla medesima invenzione. Non diversamente il titolare del brevetto italiano non può impedire l’importazione in Italia del prodotto brevettato da parte di un terzo che acquisti tale prodotto in un altro Paese dell’Unione nel quale è immesso nel mercato dal licenziatario del brevetto parallelo che opera in quel Paese. Inoltre, non è ammesso il cosiddetto esaurimento internazionale: il principio di esaurimento non può avere portata universale e non può operare per impedire che il diritto esclusivo venga esercitato dal titolare del brevetto contro l’importazione nel territorio europeo di prodotti provenienti da stati terzi che non fanno parte dell’Unione.

## Tipologie di invenzioni
L'articolo 66, comma 1, del D.Lgs. 30/2005 dichiara che: "I diritti di brevetto per invenzione industriale consistono nella facoltà esclusiva di attuare l'invenzione e di trarne profitto nel territorio dello Stato, entro i limiti ed alle condizioni previste dal presente codice."
Lo stesso articolo al comma 2 conferisce al titolare del brevetto i diritti esclusivi su due tipologie di invenzioni:

### Prodotto
Si ha un'invenzione di prodotto quando essa ha per oggetto un prodotto materiale e quindi tangibile, ad esempio una strumento, una macchina, un composto chimico o farmaceutico o biotecnologico, una formulazione.
Nel caso sia brevettato un prodotto, si ha: "il diritto di vietare a terzi, salvo il consenso del titolare, di produrre, usare, mettere in commercio, vendere o importare a tali fini il prodotto in questione." (Art. 66 comma 2a).

### Procedimento
Si parla di invenzione di procedimento quando essa riguarda un processo che fornisce una nuova soluzione ad un determinato problema tecnico o che si riferisce a nuove procedure industriali: per esempio metodi di lavorazione per la realizzazione di prodotti meccanici o procedimenti per l'ottenimento di sostanze in campo chimico attraverso processi tecnologici.
Il brevetto per un'invenzione di procedimento può essere depositato indipendentemente dal fatto che tramite detto processo si ottenga un prodotto già esistente.
Brevettando un procedimento si ha: "il diritto di vietare a terzi, salvo il consenso del titolare, di applicare il procedimento, nonché di usare, mettere in commercio, vendere o importare a tali fini il prodotto direttamente ottenuto con il procedimento in questione." (Art. 66 comma 2b).
L'articolo 46 inoltre, al comma 4, non esclude la brevettabilità di un nuovo uso di una sostanza o di una composizione di sostanze già compresa nello stato della tecnica, purché in funzione di una nuova utilizzazione.

### Requisiti per la tutela brevettuale
A mente dell'art. 45 comma 1 D.Lgs. 30/2005 "Possono costituire oggetto di brevetto per invenzione le invenzioni nuove che implicano un'attività inventiva e sono atte ad avere un'applicazione industriale."
Per essere considerata brevettabile, un'invenzione deve avere le seguenti caratteristiche:
- novità
- attività inventiva,
- industrialità,
- liceità
- sufficiente descrizione

#### La novità
Una delle caratteristiche necessarie ad una invenzione perché sia brevettabile in un paese è che essa sia nuova in quel paese e all'estero, cioè che quando viene depositata la domanda di brevetto, l'invenzione non sia stata resa disponibile al pubblico in quel paese o all'estero con una descrizione scritta o orale, con una utilizzazione o qualsiasi altro mezzo e che l'invenzione non sia stata brevettata in qualunque parte del mondo. (art. 46 D.Lgs. 30/2005).
Una predivulgazione da parte dell'autore dell'invenzione ne pregiudica la novità rendendola non più brevettabile; la stessa cosa vale per una predivulgazione fatta abusivamente da un terzo. Tuttavia, l'art. 47 comma 1 D.Lgs. 30/2005 concede di poter depositare la domanda di brevetto entro sei mesi da una predivulgazione se quest'ultima risulta direttamente o indirettamente da un abuso evidente ai danni del richiedente.
Nell'art. 47 comma 2, invece, si specifica che non è considerata predivulgazione una presentazione dell'opera in esposizioni ufficiali o ufficialmente riconosciute dalla Convenzione di Parigi del 22 novembre 1928 (vedi Ufficio internazionale delle esposizioni).
Un'altra situazione in cui non viene pregiudicata la novità è quella in cui venga brevettato un nuovo utilizzo di una sostanza già conosciuta (art. 46 comma 4 D.Lgs. 30/2005); se una sostanza ha delle utilizzazioni già disponibili per il pubblico, una nuova utilizzazione della sostanza stessa è brevettabile.

#### L'attività inventiva
Questa caratteristica di un'invenzione è difficilmente valutabile in termini oggettivi; a livello Europeo esistono delle linee guida da seguire per garantire un esame oggettivo dell'attività inventiva, ma in Italia no: una domanda di brevetto viene esaminata da un tecnico, esperto del settore di appartenenza dell'invenzione che, soggettivamente, valuterà l'attività inventiva della stessa.
L'invenzione implica un'attività inventiva, cioè non ovvia. Il requisito della non ovvietà intende assicurare che i brevetti siano concessi solo a risultati di un processo inventivo o creativo e non a processi che una persona potrebbe facilmente dedurre da quanto già esiste.
Esempi di un'insufficiente attività inventiva, secondo quanto statuito dalle Corti di giustizia di diversi Paesi, sono:
- il cambio di un'unità di misura,
- il rendere un prodotto portatile,
- la sostituzione ed il cambiamento di un materiale,
- la sostituzione di una parte con un'altra avente stesso funzionamento.

L'art. 48 D.Lgs. 30/2005 dice, infatti, che l'attività inventiva sussiste se, per una persona esperta del ramo, l'invenzione non è evidente allo stato della tecnica.

#### L'industrialità
Un altro requisito affinché l'invenzione sia brevettabile è che essa sia soggetta al principio di industriabilità.
La parola "industria" dovrebbe essere intesa nel suo senso più ampio, quindi includendo altre attività tra cui i trasporti, l'agricoltura, la caccia, i servizi pubblici e i servizi medici e non solo quello che tradizionalmente si intende con questo termine. Inoltre, per rispettare il requisito di applicazione industriale bisogna tener conto che un'invenzione non realizzabile perché contraria a principi naturali e fisici non può essere brevettata (ad esempio, una macchina a moto perpetuo).
È necessario, però, considerare che la semplice possibilità di produrre l'oggetto non basta per rendere valido il brevetto; l'invenzione, infatti, deve soddisfare un bisogno dell'Uomo e, se ciò non avviene, le aziende non vorranno produrlo, perché non utilizzabile per nessuno scopo; viene meno, così, il requisito di industrialità.
Tuttavia, anche in caso venga concesso un brevetto, è sempre possibile per le autorità impedire l'uso dell'invenzione.

#### La liceità
L'invenzione è lecita quando il suo sfruttamento non sia contrario all'ordine pubblico ed al buon costume (art. 50 comma 1 D.Lgs. 30/2005). Anche se il brevetto non attribuisce al proprio titolare il diritto di attuare l'invenzione, ma solo quello di vietare a terzi di utilizzare la tecnologia rivendicata, questo limite alla brevettabilità è presente in tutte le legislazioni europee. Con il varo della direttiva CE/44/98 l'esclusione ha acquisito anche maggiore rilevanza pratica. Accanto alla clausola generale le norme comunitarie menzionano infatti alcuni trovati che devono essere esclusi dalla tutela brevettuale in quanto ritenuti contrari all'ordine pubblico ed al buon costume. L'elenco comprende in particolare: a) i procedimenti di clonazione di esseri umani; b) i procedimenti di modificazione dell'identità genetica germinale dell'essere umano; c) le utilizzazioni di embrioni umani a fini industriali o commerciali; d) i procedimenti di modificazione dell'identità genetica degli animali atti a provocare su di loro sofferenze senza utilità medica sostanziale per l'uomo o l'animale, nonché gli animali risultanti da tali procedimenti.

#### La sufficiente descrizione
Questa caratteristica, a differenza delle precedenti, non riguarda l'invenzione stessa ma la domanda di brevetto; è necessario, perché essa sia valida, che l'invenzione sia descritta in modo sufficientemente chiaro e completo, in modo che una persona esperta del settore possa attuarla senza dover fare ulteriori ricerche e senza nemmeno dover selezionare le informazioni utili in mezzo ad altre inutili (art. 51 D.Lgs. 30/2005).
L'art. 51 comma 3 D.Lgs. 30/2005 regolamenta la situazione in cui l'invenzione preveda l'utilizzo di un microrganismo non accessibile al pubblico e che non può essere descritto in modo tale da permettere ad una persona esperta del settore di attuare l'invenzione; in questo caso la descrizione sarà considerata sufficiente se si rispetteranno le condizioni descritte all'art. 162 D.Lgs. 30/2005:
- 1) una coltura del microrganismo deve essere depositata entro la data di deposito della domanda presso un centro di raccolta di tali colture.
- 2) la domanda depositata deve contenere informazioni pertinenti sul microrganismo.
- 3) la domanda deve contenere l'indicazione del centro di raccolta presso cui è stata depositata la coltura.

La domanda di brevetto deve contenere una sola invenzione (art. 161 comma 1 D.Lgs. 30/2005) e, nel caso di domanda con più invenzioni, l'Ufficio brevetti deve invitare il richiedente a modificare la domanda entro un termine stabilito dall'Ufficio stesso, in modo da avere una sola invenzione nella domanda (art. 161 comma 2 D.Lgs. 30/2005); più invenzioni implicano più domande.

#### Fattispecie non brevettabili
I comma 2, 3, 4 e 5 dell'art. 45 D.Lgs. 30/2005 descrivono ciò che non può essere brevettato:
- a) Le scoperte, le teorie scientifiche e i metodi matematici (comma 2);
- b) I piani, i principi e i metodi per attività intellettuali, per giochi o per attività commerciali ed i programmi per elaboratore (comma 2);
- c) Le presentazioni di informazioni in quanto tali (comma 2) escludendo la brevettabilità di ciò che in esse è nominato solo nella misura in cui la domanda di brevetto o il brevetto concerne scoperte, teorie, piani, principi, metodi, programmi e presentazioni di informazioni considerati in quanto tali (comma 3);
- d) I metodi per il trattamento chirurgico o terapeutico del corpo umano o animale e i metodi di diagnosi applicati al corpo umano o animale. Questa disposizione non si applica ai prodotti, in particolare alle sostanze o alle miscele di sostanze (farmaci), per l'attuazione di uno dei metodi nominati (comma 4);
- e) Le razze animali ed i procedimenti essenzialmente biologici per l'ottenimento delle stesse (tutto ciò dunque che non è prodotto dall'invenzione umana). Questa disposizione non si applica ai procedimenti microbiologici ed ai prodotti ottenuti mediante questi procedimenti (comma 5).

 Inoltre non possono essere oggetto di protezione da brevetto:
- creazioni estetiche;
- schemi, regole e metodi per compiere atti intellettuali;
- le scoperte di sostanze disponibili in natura;
- invenzioni contrarie all'ordine pubblico, alla morale o alla salute pubblica.

In Italia, i programmi per elaboratore in quanto tali sono esclusi dalla protezione brevettuale. Tuttavia, le invenzioni collegate al software possono essere brevettabili purché vi sia un effetto tecnico derivante dall'esecuzione del programma per elaboratore che vada al di là degli usuali effetti risultanti dall'esecuzione di un programma per computer.
Il diritto d'autore protegge in Italia i programmi per elaboratore in qualsiasi forma, purché originali, quale risultato di autonoma creazione intellettuale dell'autore. La protezione è dunque relativa al programma espresso in forma sorgente, il relativo output (suoni, parole o immagini: ad esempio nei videogiochi) nonché le interfacce con l'utente (insieme di immagini grafiche, messaggi e suoni che guidano l'utente all'intervento sui comandi dell'elaboratore). Sempre per quanto riguarda il diritto d'autore inerente ai programmi per elaboratore, "restano esclusi dalla tutela le idee e i principi che stanno alla base di qualsiasi elemento di un programma, compresi quelli alla base delle sue interfacce" (art. 2.8 legge 22 aprile 1941 n. 633). Il diritto esclusivo del programma comprende il diritto di riprodurre, tradurre, adattare, trasformare, modificare e distribuire il programma stesso.

### Soggetti titolari del diritto di brevetto
L'art. 63 comma 2 del D.Lgs. 30/2005 indica che il diritto esclusivo sull'invenzione spetta a chi ha effettuato l'attività creativa e dato luogo all'invenzione. Tuttavia vi sono dei casi particolari, trattati dagli artt. 64 e 65 dello stesso decreto legislativo.
Se un'invenzione viene realizzata da un dipendente, il cui lavoro consiste nell'attività di ricerca finalizzata alla realizzazione dell'invenzione stessa, i diritti di brevetto spettano al datore di lavoro (art. 64 D.Lgs. 30/2005), il quale ha finanziato e messo a disposizione i mezzi per dar luogo all'invenzione.
Sono possibili due interpretazioni dell'articolo 64, una più favorevole al dipendente e una più favorevole al datore di lavoro.

#### Interpretazione favorevole al dipendente
Se il dipendente dà luogo ad una invenzione, nelle finalità di un contratto di lavoro, il diritto di brevetto spetta al datore di lavoro, ma al dipendente spetta il diritto morale di essere riconosciuto come autore (art. 64 comma 1 D.Lgs. 30/2005); inoltre, se al dipendente non è corrisposta una retribuzione adeguata al risultato raggiunto, egli ha diritto a un premio aggiuntivo, che sia stabilito in base all'importanza della protezione conferita dal brevetto all'invenzione, dalle mansioni svolte, dalla retribuzione percepita e dal contributo ricevuto dal datore di lavoro(art. 64 comma 2 D.Lgs. 30/2005).
Se, invece, il dipendente ha inventato qualcosa in ambito lavorativo, ma in modo occasionale e al di fuori di un contratto specifico, allora il datore di lavoro può prendersi i diritti sull'invenzione, a patto di corrispondere all'inventore il prezzo di mercato dell'invenzione stessa (art. 64 comma 3 D.Lgs. 30/2005).

#### Interpretazione favorevole al datore di lavoro
Vi sono tre ipotesi nell'interpretazione a favore del datore di lavoro:
- L'invenzione è stata fatta dal dipendente assunto per inventare: i diritti spettano al datore di lavoro e nulla spetta al dipendente, a prescindere dalla sua retribuzione.
- L'invenzione è stata fatta dal dipendente in ambito lavorativo, ma non essendo stato assunto per inventare: i diritti spettano al datore di lavoro, ma al dipendente spetta un premio equo.
- L'invenzione è stata fatta al di fuori del rapporto di lavoro (anche al di fuori degli orari di lavoro, ma sempre nel luogo in cui effettua la prestazione lavorativa): il datore può acquisire forzosamente i diritti sull'invenzione, pagandone il valore di mercato o un canone adeguato ad esso.

Un altro caso particolare si ha quando l'invenzione è opera di un ricercatore universitario o di un ente pubblico di ricerca; l'art 65 D.Lgs. 30/2005 stabilisce che, in questi due casi, i diritti sull'invenzione spettano al ricercatore stesso e, in caso di più autori, i diritti spettano a tutti in parti uguali (salvo che essi abbiano un accordo diverso).
La ragione di questa norma è la volontà di incentivare la ricerca; d'altra parte l'Università non è un'azienda e non è, per tanto, organizzata per produrre invenzioni brevettabili; i ricercatori non hanno, quindi, alcun dovere di prestazione nei confronti dell'Università ma svolgono un'attività di ricerca libera.
L'unico dovere del ricercatore nei confronti dell'Università o dell'ente è di comunicare di aver dato luogo ad una invenzione, dopodiché ha il diritto di presentare la domanda di brevetto a suo nome (art. 65 comma 1 D.Lgs. 30/2005).
L'unico caso in cui i diritti non spettano al ricercatore è trattato nel comma 5 del art. 65 (D.Lgs. 30/2005), in cui si normano i casi di ricerca vincolata, cioè la ricerca che è stata richiesta e finanziata da soggetti privati diversi dall'Università o dall'ente.
Tuttavia, per non neutralizzare l'aspetto di incentivazione alla ricerca, è previsto un compenso adeguato al ricercatore, nella misura del 50% dei proventi derivati dallo sfruttamento dell'invenzione, se l'Università o l'ente ha preso accordi con i terzi per avere un compenso; il compenso sarà del 30%, altrimenti.

## Elementi formali dell'atto
Il brevetto è un documento tecnico-legale, concesso dallo Stato, che conferisce al suo titolare il diritto allo sfruttamento in regime di monopolio di quanto descritto nel brevetto stesso, quindi è molto importante scriverlo con cura. Vediamo ora quali sono i punti principali:
- Titolo
- Descrizione
- Rivendicazioni
- Riassunto
- Disegni

### Titolo
Deve essere corto e attinente, non deve superare i 500 caratteri né deve contenere nomi di fantasia o marchi.

### Descrizione
La descrizione di un brevetto presenta una struttura precisa ed è la parte tecnica del brevetto.
Deve essere scritta in modo da poter permettere ad un tecnico esperto del settore, di realizzare l'invenzione descritta, senza alcun ulteriore sforzo inventivo. È importante che la descrizione di un brevetto contenga i seguenti elementi: campo tecnico, stato della tecnica (cioè ciò che si conosce già prima del vostro brevetto), problema tecnico, soluzione (cioè la vostra invenzione da brevettare), breve descrizione degli eventuali disegni e fornire almeno un esempio applicativo (facendo riferimento ai disegni laddove presenti) e indicazione esplicita, qualora non fosse chiaro implicitamente il modo in cui l'invenzione possa essere usata in campo industriale.

### Rivendicazioni
Le rivendicazioni definiscono le caratteristiche tecniche dell'invenzione per cui si richiede la protezione brevettuale. La formulazione delle rivendicazioni (in inglese “claims”) è la parte concettualmente più complicata e stimolante nella redazione di una domanda di brevetto. Le rivendicazioni devono proteggere l'invenzione non solo secondo lo stato attuale della tecnica, ma anche nei suoi futuri sviluppi, dal momento che durante la vita del brevetto (pari 20 anni) i concorrenti si adopereranno per aggirarlo, utilizzando nuove tecnologie e conoscenze. Le rivendicazioni rispondono contemporaneamente a due esigenze:
- quella del titolare del brevetto, che aspira a comprendere nella sua esclusiva tutto ciò che in qualche modo è ricavabile dalla sua domanda di brevetto;
- quella dei terzi, che hanno la necessità di capire i confini del brevetto altrui, per non essere accusati di contraffazione.

Le rivendicazioni di un brevetto concesso non sono arbitrariamente modificabili. Per questo motivo è importante, nella fase di stesura di una domanda di brevetto, rivolgersi ad un valido Consulente in Proprietà Industriale che sappia tutelare l'invenzione attraverso la formulazione di opportune rivendicazioni.
Inoltre bisogna sottolineare che esistono 3 tipi di rivendicazione:
1. indipendente - sta in piedi da sola
2. dipendente - dipende da un'altra rivendicazione e ne include tutte le limitazioni
3. dipendenze multiple - dipende da più di una rivendicazione

### Riassunto
Deve essere presentato su un foglio separato e non dovrebbe essere più lungo di 150 parole. Il suo scopo è quello di permettere all'Ufficio brevetti e al pubblico di determinare attraverso una veloce lettura la natura e il nocciolo tecnico dell'invenzione.

### Disegni
I disegni servono ad aiutare la comprensione dell'invenzione. Devono essere disegni tecnici realizzati con le convenzioni necessarie alla comprensione di tutti.
È importante ricordare durante la realizzazione del documento sopra descritto chi saranno i lettori di esso (cliente, l'esaminatore ufficiale di Stato, le corti dei vari gradi di giudizio che interpretano quanto è scritto alla luce delle varie legislazioni, i traduttori, i potenziali Investitori, i potenziali contraffattori, gli avvocati, i giudici, i ricercatori...).
Per avere maggiori dettagli su quali oggetti possono essere registrati (disegni particolari) si può fare riferimento all'Art. 31 del Codice della Proprietà Industriale :
Sezione III DISEGNI E MODELLI
Art. 31. Oggetto della registrazione
1. Possono costituire oggetto di registrazione come disegni e modelli l'aspetto dell'intero prodotto o di una sua parte quale risulta, in particolare, dalle caratteristiche delle linee, dei contorni, dei colori, della forma, della struttura superficiale ovvero dei materiali del prodotto stesso ovvero del suo ornamento, a condizione che siano nuovi ed abbiano carattere individuale.
2. Per prodotto si intende qualsiasi oggetto industriale o artigianale, compresi tra l'altro i componenti che devono essere assemblati per formare un prodotto complesso, gli imballaggi, le presentazioni, i simboli grafici e caratteri tipografici, esclusi i programmi per elaboratore.
3. Per prodotto complesso si intende un prodotto formato da più componenti che possono essere sostituiti, consentendo lo smontaggio e un nuovo montaggio del prodotto.

Secondo l'articolo 44, comma 1 (CPI), il diritto ad utilizzare economicamente i disegni e modelli industriali durano tutta la vita dell'autore.